# Санкт-Андре (Каринтия)
Санкт-Андре (нем. Sankt Andrä, словен. Šentandraž v Labotski dolini или Šentandraž v Lavantinski dolini  или Šentandraž v Labotu) — город и городская община  в Австрии, в федеральной земле Каринтия. 
Входит в состав округа Вольфсберг.  Население составляет 10 574 человека (на 31 декабря 2005 года). Занимает площадь 113,5 км². Официальный код  —  2 09 13.

## Фотогалерея

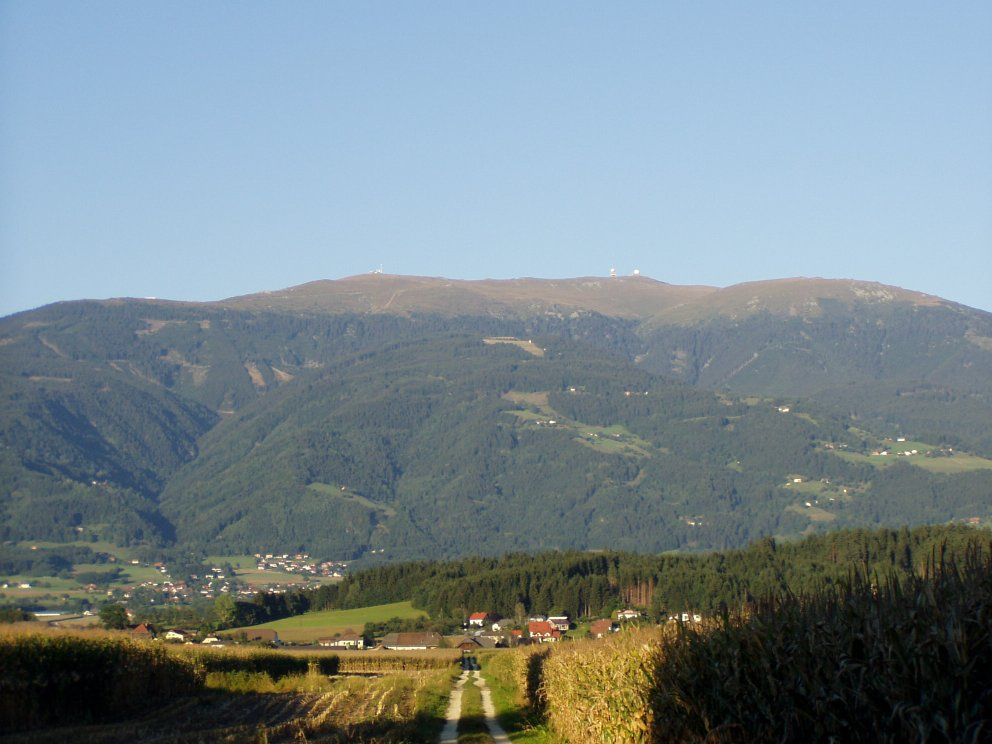
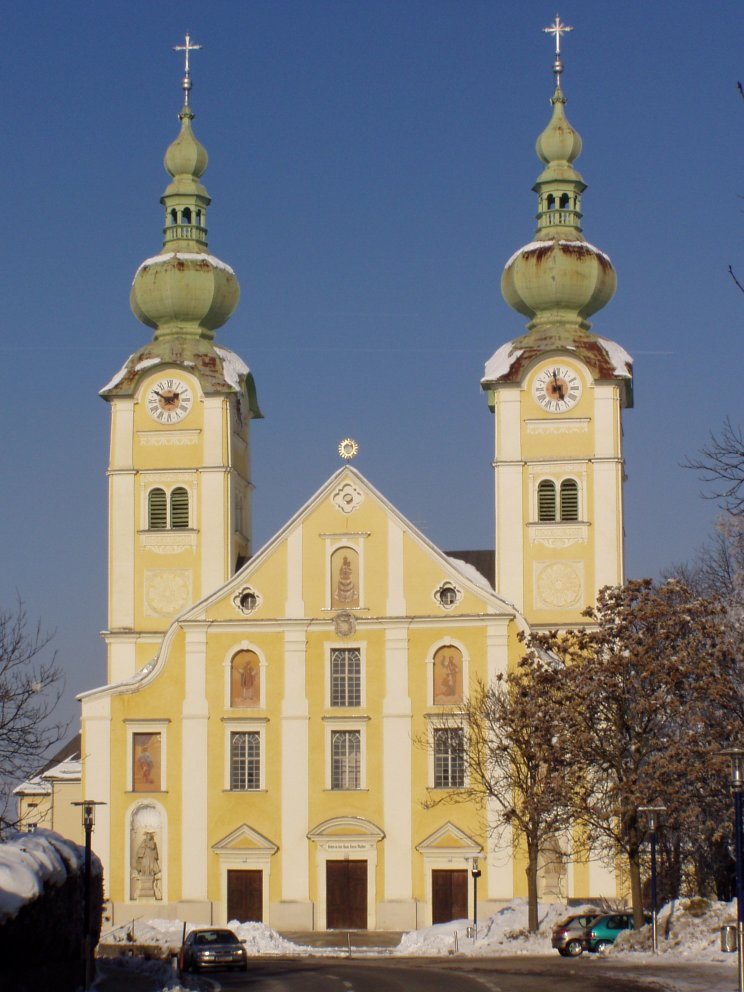
Церковь
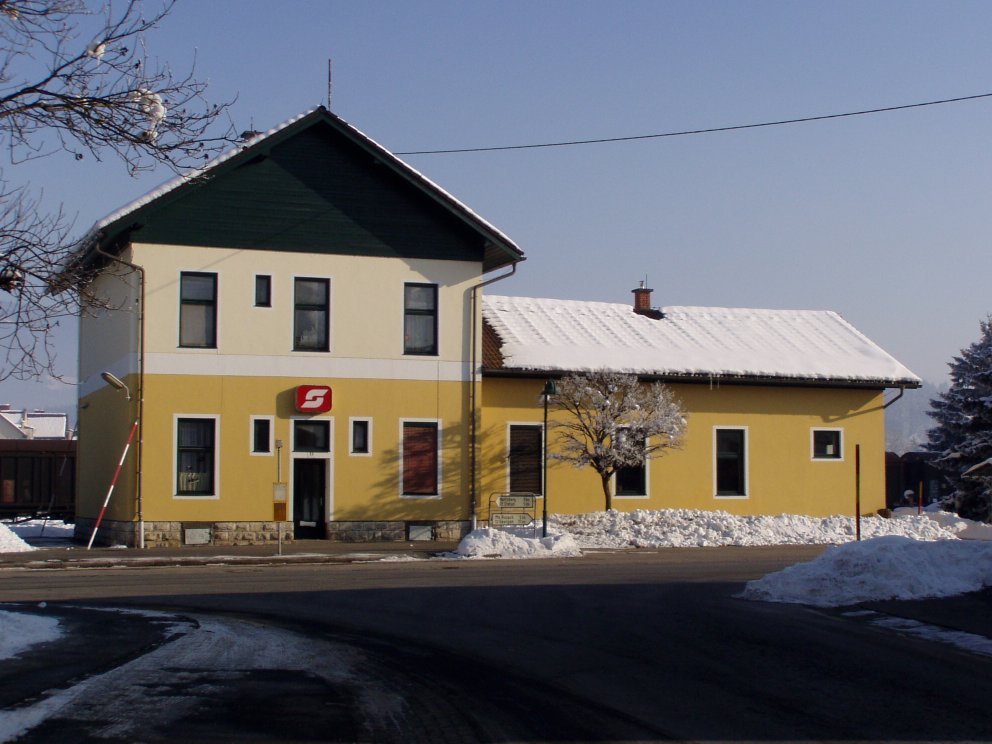
Вокзал